# Venerazione di Maria nella Chiesa cattolica

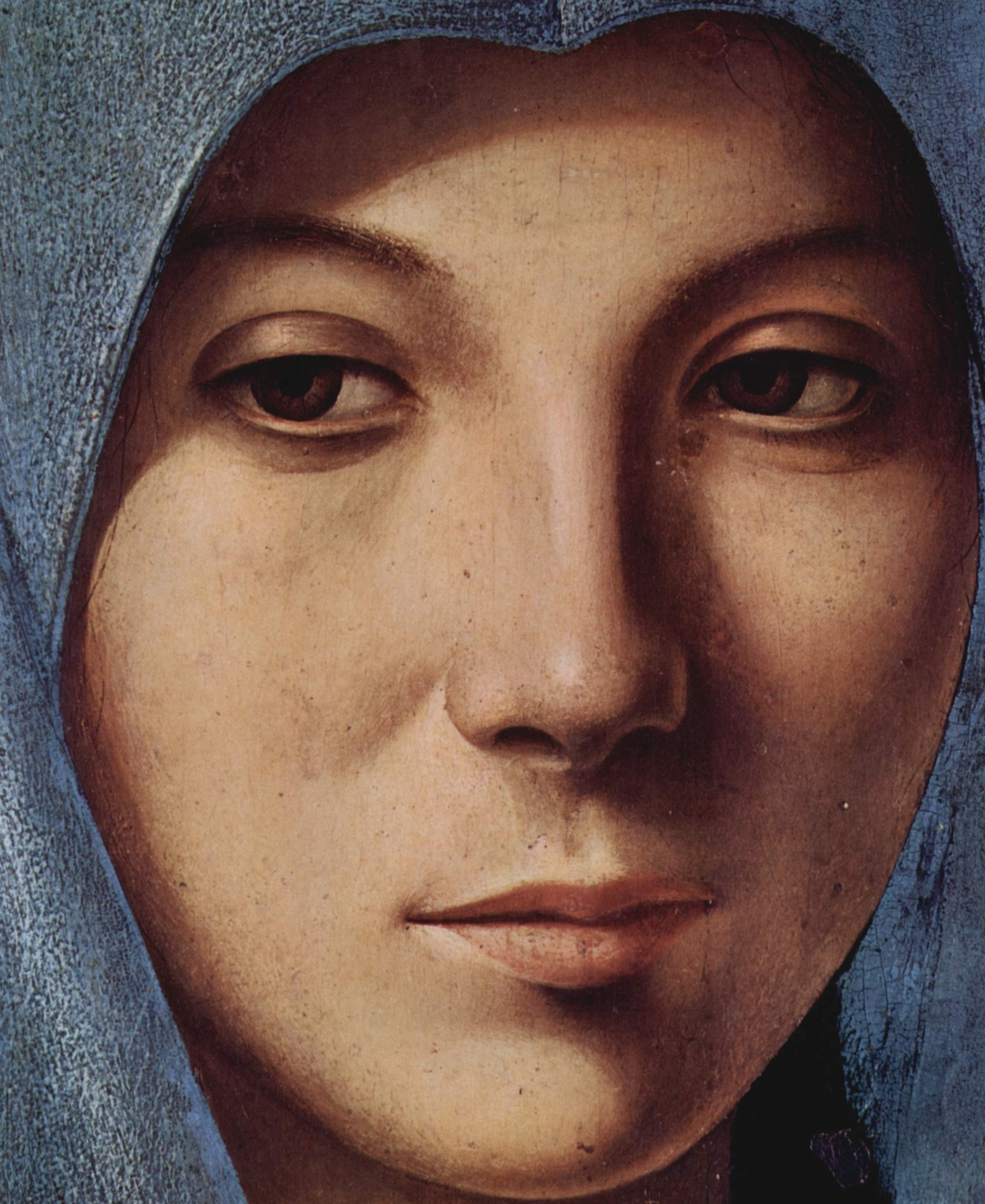
Antonello da Messina, particolare del viso della Vergine nellAnnunciata di Palermo

Nella Chiesa cattolica la venerazione per Maria, madre di Gesù, comprende varie devozioni mariane quali la preghiera, atti pii, arti visive, poesia e musica dedicate alla Beata Vergine Maria. I papi hanno incoraggiato ciò, prendendo allo stesso tempo delle misure per riformarne alcune manifestazioni. La Santa Sede ha insistito sull'importanza della distinzione tra «vera e falsa devozione, e l'autentica dottrina dalle sue deformazioni per eccesso o difetto». Ci sono decisamente più titoli, feste e pratiche devozionali mariane fra i cattolici romani che in altre tradizioni cristiane. Il termine hyperdulia (=venerazione) indica la speciale devozione dovuta a Maria, più grande dell'ordinaria dulia (=venerazione) per altri santi, ma completamente diversa dalla latria dovuta solo a Dio. Il termine "Mariolatria" usato dai Protestanti, riferito ad un'eccessiva devozione cattolica per Maria, è ritenuto pertanto un dispregiativo.
Credere nella incarnazione di Dio Figlio attraverso Maria è la base per cui viene chiamata la Madre di Dio, dichiarato dogma nel Concilio di Efeso nel 431. Nel Concilio Vaticano II e nell'enciclica Redemptoris Mater di papa Giovanni Paolo II, si parla di lei anche come madre della Chiesa. Nel Cattolicesimo l'aumento della venerazione per Maria e la Mariologia sono avvenuti, non da dichiarazioni ufficiali, ma da scritture su Maria fatte da santi, la devozione popolare, e a volte, dalle "Apparizioni e altre manifestazioni mariane" segnalate; la Santa Sede ha approvato solo una piccola parte degne di fede a partire dal 1665.
L'ulteriore pia venerazione della Beata Vergine Maria, incoraggiata dai papi, si vede nelle incoronazioni canoniche concesse alle immagini mariane venerate in una particolare località in tutto il mondo, mentre movimenti e associazioni mariane, con milioni di appartenenti, sono sorte dalla credenza in eventi come quelli di Akita, Fátima, Lourdes e altri luoghi.

## Da Cristo a Maria nella tradizione cattolico-romana
Negli insegnamenti del cattolicesimo, la venerazione per Maria è una conseguenza naturale della Cristologia: Gesù e Maria sono figlio e madre, redentore e redenta. Questo parere venne espresso da Papa Giovanni Paolo II nella sua enciclica Redemptoris Mater: «Al centro di questo mistero, di questa meraviglia della fede, c’è Maria. Come amabile Madre del Redentore, Ella fu la prima a sperimentarlo: ‘Per lo stupore della natura hai dato alla vita il tuo Creatore’!».
Nella tradizione cattolica la Mariologia è vista come la Cristologia, sviluppata pienamente. Maria è vista come colei che contribuisce ad una più piena comprensione della vita di Gesù. Alla luce di questo, una Cristologia senza Maria non si basa sulla totale rivelazione della Bibbia. Tracce di questa interpretazione parallela risalgono ai primi tempi del cristianesimo, e numerosi santi, fin d’allora, si sono concentrati su ciò.
Lo sviluppo di questo approccio è andato avanti nel XX secolo; nella sua pubblicazione del 1946 Compendium Mariologiae, il mariologo Gabriel Roschini spiegava che Maria non solo partecipa nella nascita di Gesù fisicamente, ma, con la concezione, è entrata con lui in un'unione spirituale. Il progetto divino della salvezza, non essendo solo materiale, include un’unità spirituale permanente con Cristo. Il cardinale Joseph Ratzinger (poi Papa Benedetto XVI) scrisse: "È necessario tornare a Maria se vogliamo tornare a quella “verità riguardo a Gesù Cristo”, “verità sulla Chiesa”, e “verità sull’uomo” che Giovanni Paolo II propose come programma a tutti i cristiani, “in modo da assicurare un approccio autentico verso la Cristologia, attraverso un ritorno alla "completa verità su Maria".

## Dalla venerazione alla teologia
È probabile che la pratica di invocare l'aiuto della Madre di Cristo sia diventata più comune ai fedeli un po' prima di qualunque sua espressione negli scritti dei primi Padri della Chiesa. L'amore dei cristiani per Maria ha intuito, spesso in anticipo, alcuni aspetti del mistero della Beata Vergine, richiamando l'attenzione dei teologi e dei pastori su di essi. Le pratiche di venerazione e devozionali hanno spesso preceduto le dichiarazioni teologiche formali da parte del Magistero della Chiesa cattolica.

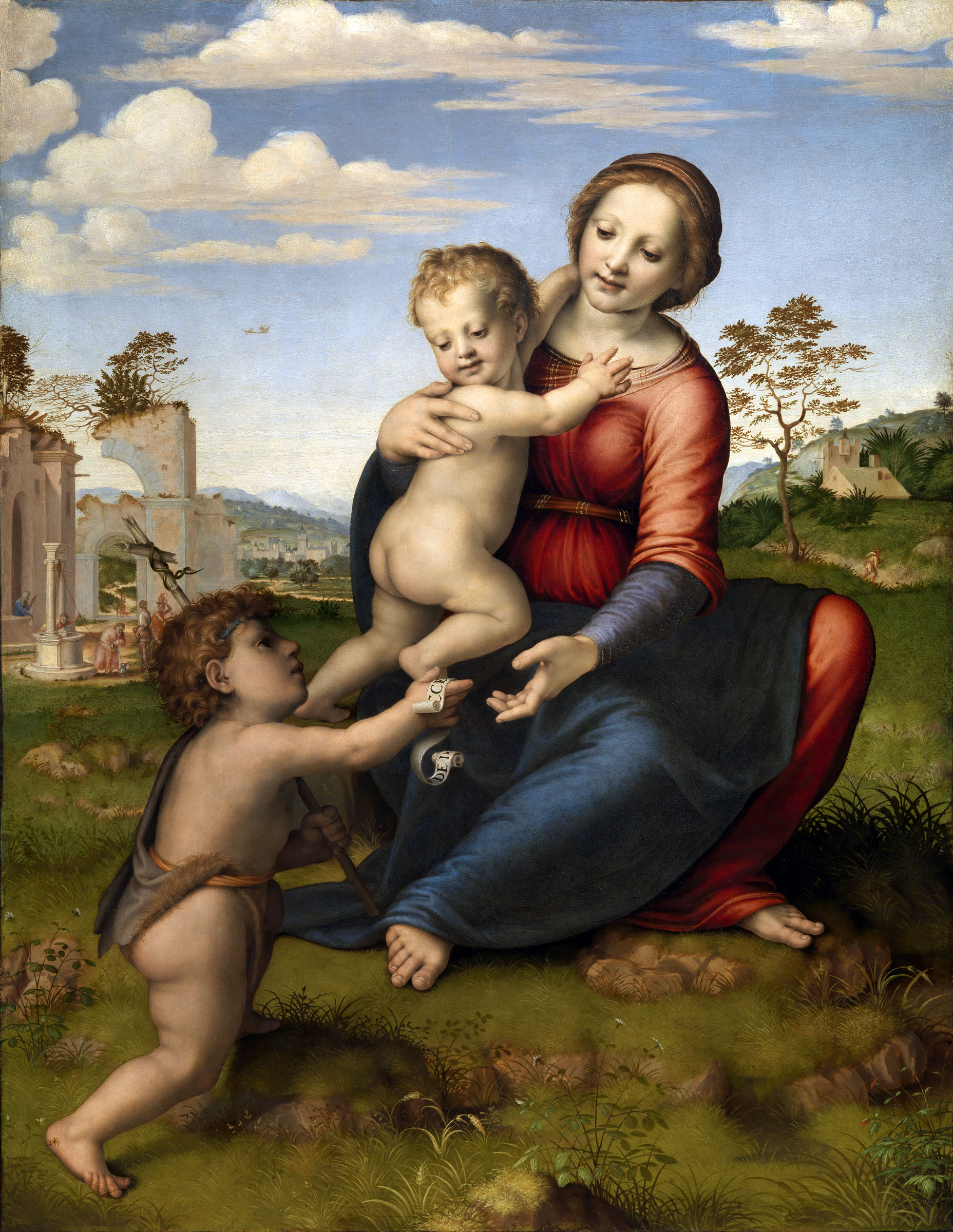
Franciabigio, Madonna del pozzo

La venerazione della Beata Vergine ha luogo in diversi modi. Le preghiere mariane e gli inni di solito cominciano con la sua lode, seguite dalle suppliche. Il numero dei titoli mariani continuò ad aumentare come nel terzo secolo, e molti esistevano già prima del quinto secolo, crescendo specialmente durante il Medio Evo.

### Basi teologiche per la venerazione di Maria
La venerazione per Maria è basata sul riferimento nel Vangelo di Luca a Maria quale ancella scelta del Signore, salutata e lodata sia da Elisabetta che dall'angelo Gabriele. L'opera di Dio è ulteriormente illuminata nei dogmi mariani della Chiesa cattolica come l'Immacolata Concezione e l'Assunzione, e sono, dal punto di vista cattolico, parte della tradizione apostolica e della rivelazione divina. Ella è la sposa prediletta di Dio.

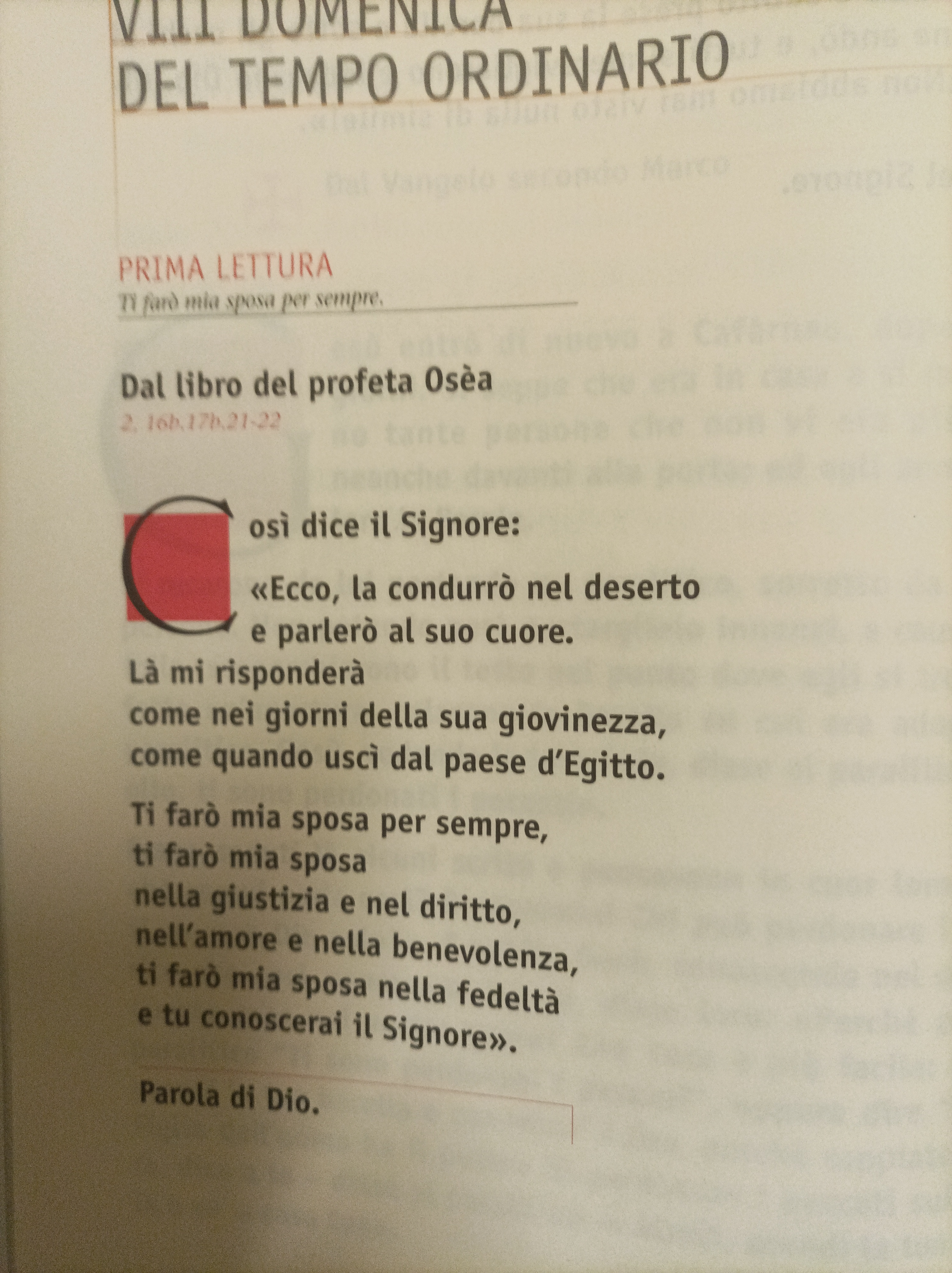
La sposa del antico testamento era Israele, rispondendo al quel bisogno di manifestazione divina anche di tipo femminile, come relazione e mezzo della Shekhinah divina

I Cattolici fanno una distinzione fra venerazione dei santi e adorazione riservata alla Trinità.

### Ruolo di Maria nelle salvezza e redenzione
Uno degli elementi della venerazione cattolica di Maria è la centralità della sua partecipazione ai processi di salvezza e redenzione; questo aspetto è stato esplorato da scrittori come Edward Schillebeeckx e Adrienne von Speyr.
Il Vangelo di Giovanni registra la sua presenza all'inizio e alla fine della vita pubblica di Gesù. Significativa, in modo particolare, è la presenza di Maria davanti alla Croce, quando ricevette da suo Figlio morente l'incarico di essere la madre dell'amato discepolo, e in lui, di tutti i cristiani. Gli Atti degli Apostoli elencano espressamente la Madre di Gesù fra le donne della prima comunità in attesa della Pentecoste.
Giovanni Eudes ha scritto: «La Vergine Maria iniziò a cooperare al progetto di salvezza dal momento in cui diede l'assenso all'Incarnazione del Figlio di Dio».

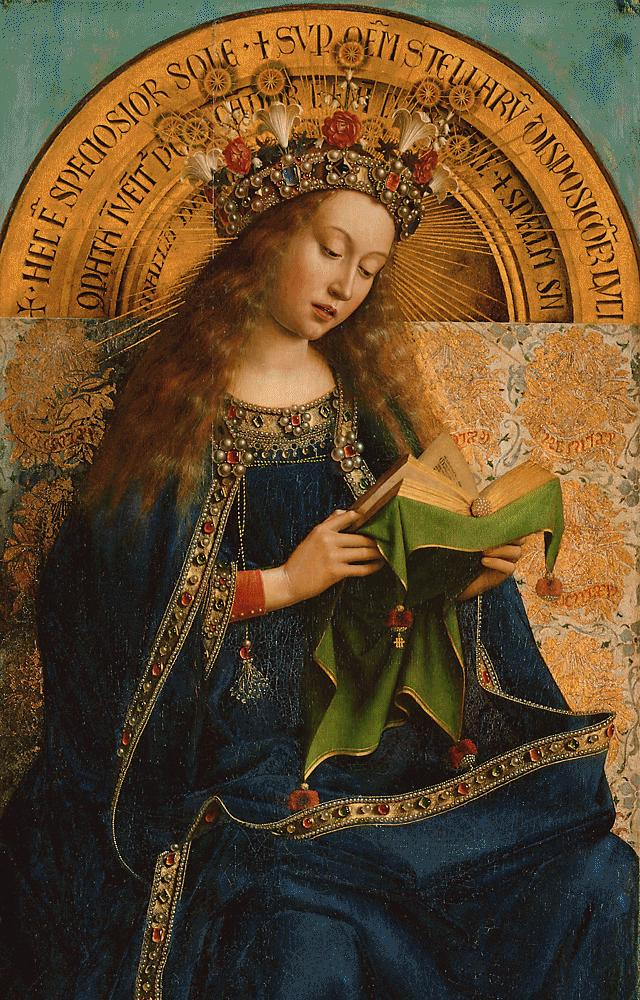
La Vergine Maria (Polittico dell'Agnello Mistico del (1432), opera di Jan van Eyck

La Lumen gentium, la costituzione dogmatica della Chiesa del 1964 riconosceva, «…tutta l'influenza salvifica della Beata Vergine sugli uomini proviene, non da qualche necessità interiore, ma dal piacere divino. Essa sgorga dalla sovrabbondanza dei meriti di Cristo, si basa sulla sua mediazione, dipende interamente da essa e si alimenta per mezzo di essa». In un modo singolare ella cooperò con la sua obbedienza, fede, speranza, e ardente carità nell'opera del Salvatore nel ridare vita soprannaturale alle anime. "Ecco perché Lei è la nostra madre nell'ordine della grazia.
Uno dei primi studiosi a dare delle basi teologiche riguardo all'Immacolata Concezione fu il francescano Duns Scoto che sviluppò il concetto che Maria fu preservata dal peccato per mezzo della virtù redentrice di Gesù. La venerazione e le devozioni verso la Vergine Maria continuarono a incrementare, allorché arrivò ad essere vista come la madre ausiliatrice dei cristiani, e dal XV secolo queste pratiche avevano favorito molte devozioni cattoliche.
Santa Veronica Giuliani ha affermato in che modo la sofferenza di Maria sul Calvario ha unito il suo cuore a quello di Gesù, poiché ella pativa ogni tormento con lui. La devozione comune verso i cuori fu formalizzata da Giovanni Eudes che organizzò le basi scritturali e teologiche e ne sviluppò i temi liturgici. Gli aspetti devozionali della natura congiunta dei due cuori continuò durante i secoli, e nel 1985 Papa Giovanni Paolo II coniò il termine Alleanza dei Cuori di Gesù e Maria, e nel 1986 prese la parola nel convegno internazionale sull'argomento tenuto a Fátima, in Portogallo.
Dal XVIII secolo, la costante crescita della venerazione mariana aveva enfatizzato il ruolo della Vergine Maria nella salvezza. I cattolici pongono l'attenzione sul ruolo di Maria nella salvezza e redenzione, continuata dall'enciclica del 1987 di Papa Giovanni Paolo II Redemptoris Mater.

### Maria come protettrice e mediatrice

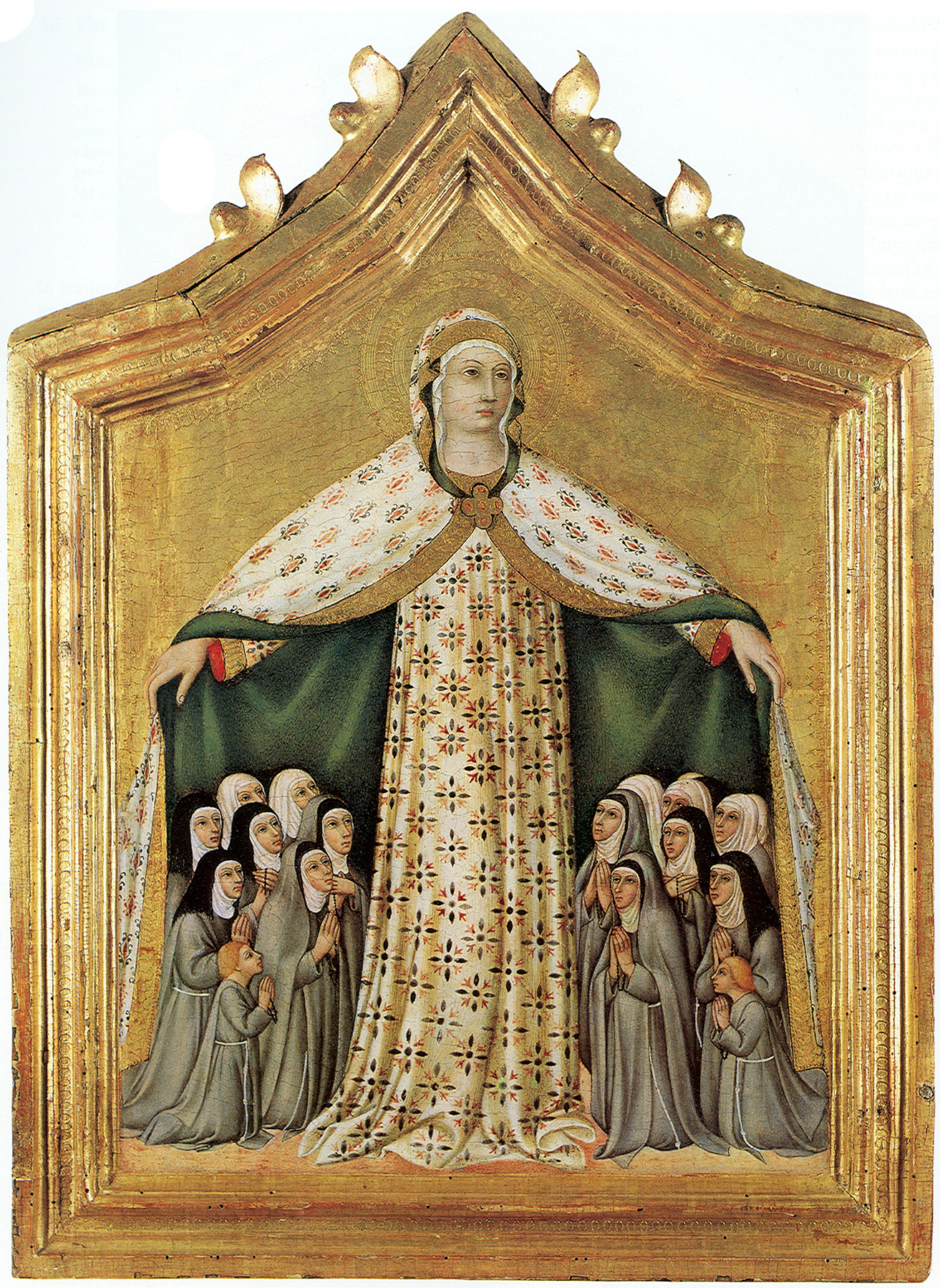
La Madonna della Mercede che protegge un gruppo di suore sotto il suo mantello. Sano di Pietro, XV secolo.

Fu per l'intercessione di Maria, la comprensione per gli invitati alle nozze di Cana, che Gesù operò il suo primo miracolo.
Il Catechismo della Chiesa cattolica afferma: «Dai tempi più antichi la Beata Vergine è stata onorata col titolo "Madre di Dio", alla cui protezione si affidano i fedeli per tutti i loro pericoli e bisogni». Le Chiese di rito orientale celebrano la festa della Intercessione della Theotókos in ottobre.
Visioni cattoliche della Vergine Maria come rifugio e avvocata dei peccatori, protettrice dai pericoli e potente intermediaria con il Figlio Gesù, sono espresse nelle preghiere, opere pittoriche, teologia e scritti devozionali, come pure nell'uso di articoli e immagini religiose. La prima preghiera nota rivolta a Maria, Sub tuum praesidium, ("Sotto la tua protezione") risale attorno al III secolo.
Le rappresentazioni artistiche della Madonna della Misericordia raffigurano il ruolo di Maria come protettrice dei cristiani, poiché li ripara sotto il suo manto. Le rappresentazioni della Vergine della Misericordia a volte comprendono frecce che cadono dall'alto, con il mantello della Vergine che protegge le persone.
I cattolici hanno continuato a cercare la protezione di Maria come Maria Addolorata e si sono affidati alla sua intercessione come Maria Regina fin dal Medioevo. Basandosi su quel sentimento, i papi hanno affidato specifiche cause alla protezione della Vergine Maria. Papa Benedetto XV ha affidato la protezione del mondo attraverso l'intercessione di Maria Regina della Pace durante la prima guerra mondiale.
L'Ordine di Santa Maria della Mercede, conosciuto pure come della Madonna del Riscatto o Ordine dei Prigionieri ebbe inizio nel XIII secolo nel Regno d'Aragona (Spagna) per riscattare i cristiani in carcere (schiavi) che erano nelle mani dei musulmani; l'ordine oggi si concentra sul ruolo della Vergine Maria come protettrice dei prigionieri.
Le rappresentazioni della Madonna dei Navigatori sono sorte dalle preghiere e devozioni dei navigatori portoghesi, che vedevano Maria com protettrice durante le tempeste e altri pericoli. Le preghiere alla Madonna dei Navigatori sono ben note in Sud America, specialmente in Brasile, dove la sua festa del 2 febbraio è una festività nazionale. La Madonna dei Navigatori, raffigurata con delle navi sotto il suo mantello, è la più antica pittura il cui soggetto è la scoperta delle Americhe.

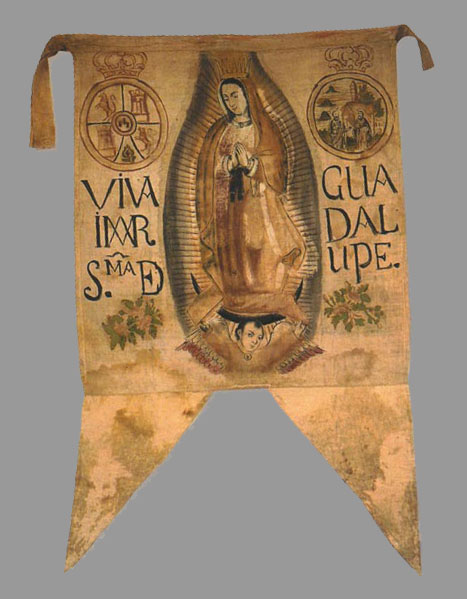
La bandiera con la Madonna di Guadalupe di Miguel Hidalgo y Costilla del 1810

Sia Miguel Hidalgo y Costilla che Emiliano Zapata sventolarono bandiere della Madonna di Guadalupe come loro protettrice, e gli uomini di Zapata portavano la sua immagine attorno al collo e sul sombrero. Nella cerimonia del papa Giovanni Paolo II mise il Messico sotto la protezione della Madonna di Guadalupe.
La preghiera Memorare comincia così: Ricorda, o amabilissima Vergine Maria, che mai è esistito qualcuno che sia rifuggito dalla tua protezione, implorato il tuo aiuto o cercato la tua intercessione, sia rimasto senza aiuto.
San Luigi de Montfort insegnava che Dio aveva scelto Maria come la dispensatrice di grazia, e per avere una grazia da Dio possiamo riceverla attraverso le mani della Beata Vergine, come un bambino riceve dalla mamma. La Lumen gentium afferma: Questo, comunque, deve essere compreso, che né toglie né aggiunge qualcosa alla dignità ed efficacia di Cristo, il solo Mediatore.

### Sviluppo delle dottrine mariane
Lo sviluppo teologico della devozione verso Maria inizia con Giustino (100–165) che enunciò il ruolo di Maria nella storia della salvezza come la seconda Eva. Fu seguito da Ireneo, che Herbert Thurston definisce il primo teologo della Vergine Madre.
Il magistero della Chiesa ha identificato 4 insegnamenti relativi a Maria come dogmi di fede; questi includono il credere nella Verginità di Maria, affermato dal Primo concilio di Nicea nel 325. Il Concilio di Efeso nel 431 applicò a lei la descrizione "Madre di Dio", (Theotókos). La Verginità perpetua di Maria fu affermata dal Concilio di Costantinopoli II nel 553, che la descrisse come sempre vergine, e più tardi fu anche espressa dal Sinodo Laterano dell'ottobre 649, La dottrina dell'Immacolata Concezione afferma che dal primo istante della sua esistenza Maria era senza Peccato originale. Questa dottrina venne proclamata come dogma ex cathedra da Papa Pio IX nel 1854. Il dogma dell'Assunzione di Maria, definito da Papa Pio XII nel 1950, afferma che, alla fine della vita terrena, è stata assunta nella gloria celeste in corpo e anima.

## Santi cattolici e venerazione di Maria
Le devozioni dei cattolici si sono basate sugli scritti di diversi santi nella storia, che hanno avvalorato il ruolo centrale di Maria nel piano di salvezza di Dio.
I primi santi includevano Ireneo di Lione nel II secolo, che forse è stato il primo Padre della Chiesa a scrivere in modo sistematico sulla Vergine Maria, ed espose un chiaro resoconto del suo ruolo nell'economia della salvezza. Sant'Ambrogio (339–397) basava la venerazione di Maria non solo sulla sua verginità, ma anche sul suo straordinario coraggio.
Nel Medio Evo, Bernardo di Chiaravalle mise in risalto la sua verginità e umiltà alla base della venerazione per lei. Un contributo particolarmente significativo per la Mariologia fu dato da Giovanni Duns Scoto che nel XIII secolo difese la dottrina dell'Immacolata Concezione. Scotus identificò le basi fondamentali teologiche che portarono alla dichiarazione del dogma dell'Immacolata Concezione secoli più tardi.
Nel XVI secolo, sant'Ignazio di Loyola suggeriva i Gesuiti a preservare la Madonna della Strada, che più tardi venne custodita nella Chiesa del Gesù di Roma. A san Filippo Neri, contemporaneo di Ignazio, viene attribuita l'innovazione delle devozioni giornaliere mariane del mese di maggio.
Nel suo libro Le glorie di Maria, Alfonso de Liguori spiegava come Dio diede Maria al genere umano come Porta del Cielo, citando San Bonaventura, "Nessuno può entrare in Paradiso se non per mezzo di Maria, come se attraverso una porta"." Il libro di San Luigi Maria Grignion da Montfort Vera Devozione per Maria sintetizzava molti scritti dei primi santi; il suo approccio alla "totale consacrazione a Gesù Cristo per mezzo di Maria" ebbe un forte impatto sulla devozione mariana sia nella pietà popolare che nella spiritualità degli istituti religiosi.

## Feste mariane

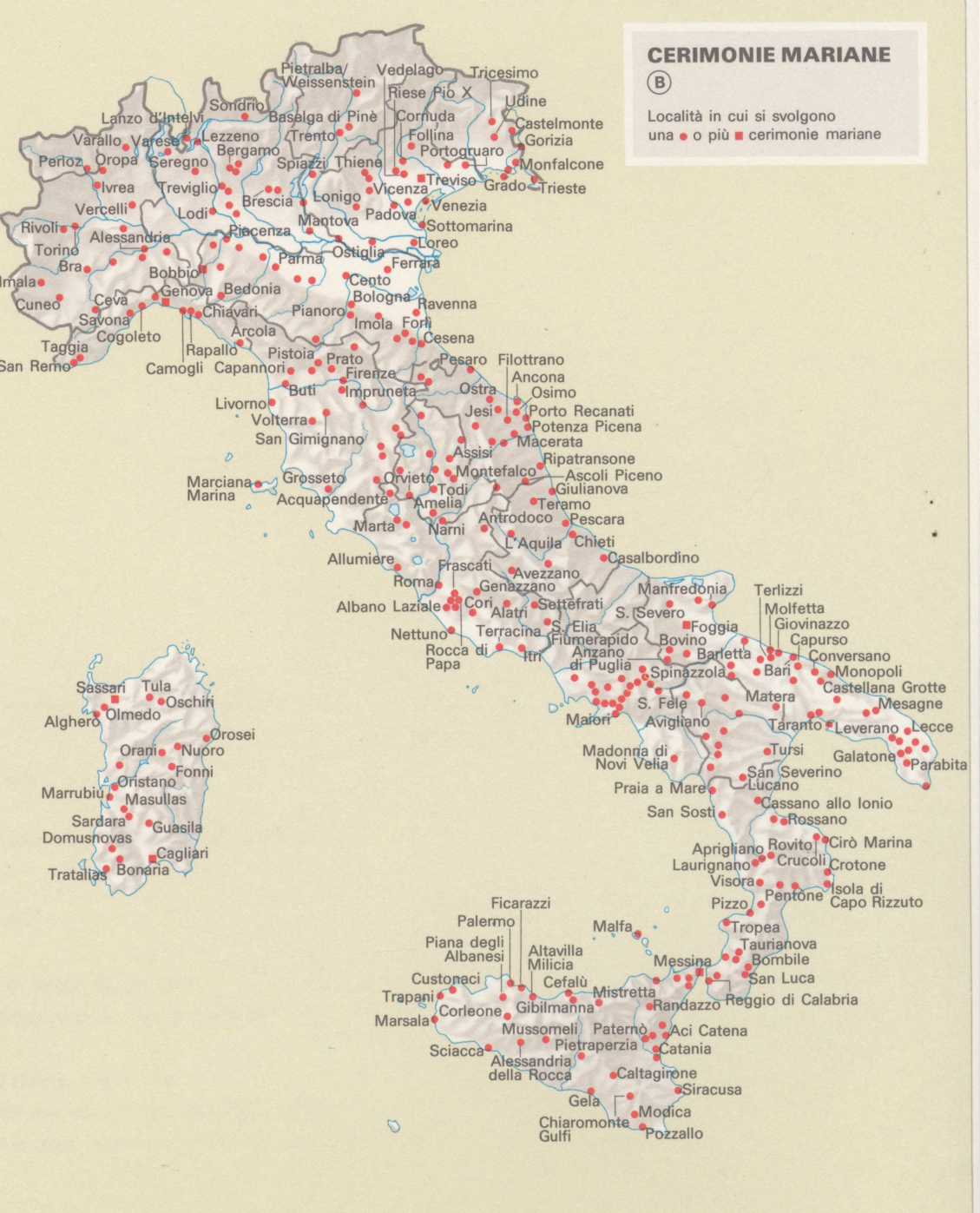
Mappa delle celebrazioni mariane in Italia

Le prime festività cristiane collegate a Maria nacquero dal ciclo di feste che celebravano la Natività di Gesù. Dal VII secolo veniva celebrata una festa dedicata a Maria poco prima di Natale nelle chiese di Milano e Ravenna. Col passare del tempo, il numero di feste (e i titoli di Maria connessi) e le pratiche devozionali che le accompagnano, aumentarono e oggi la Chiesa cattolica ha più feste mariane, titoli e pratiche devozionali di qualunque altra istituzione cristiana. Le feste mariane hanno continuato a svilupparsi nella Chiesa Cattolica, per esempio la festa di Maria Regina fu introdotta nel 1954 nell'enciclica papale Ad Caeli Reginam da papa Pio XII.

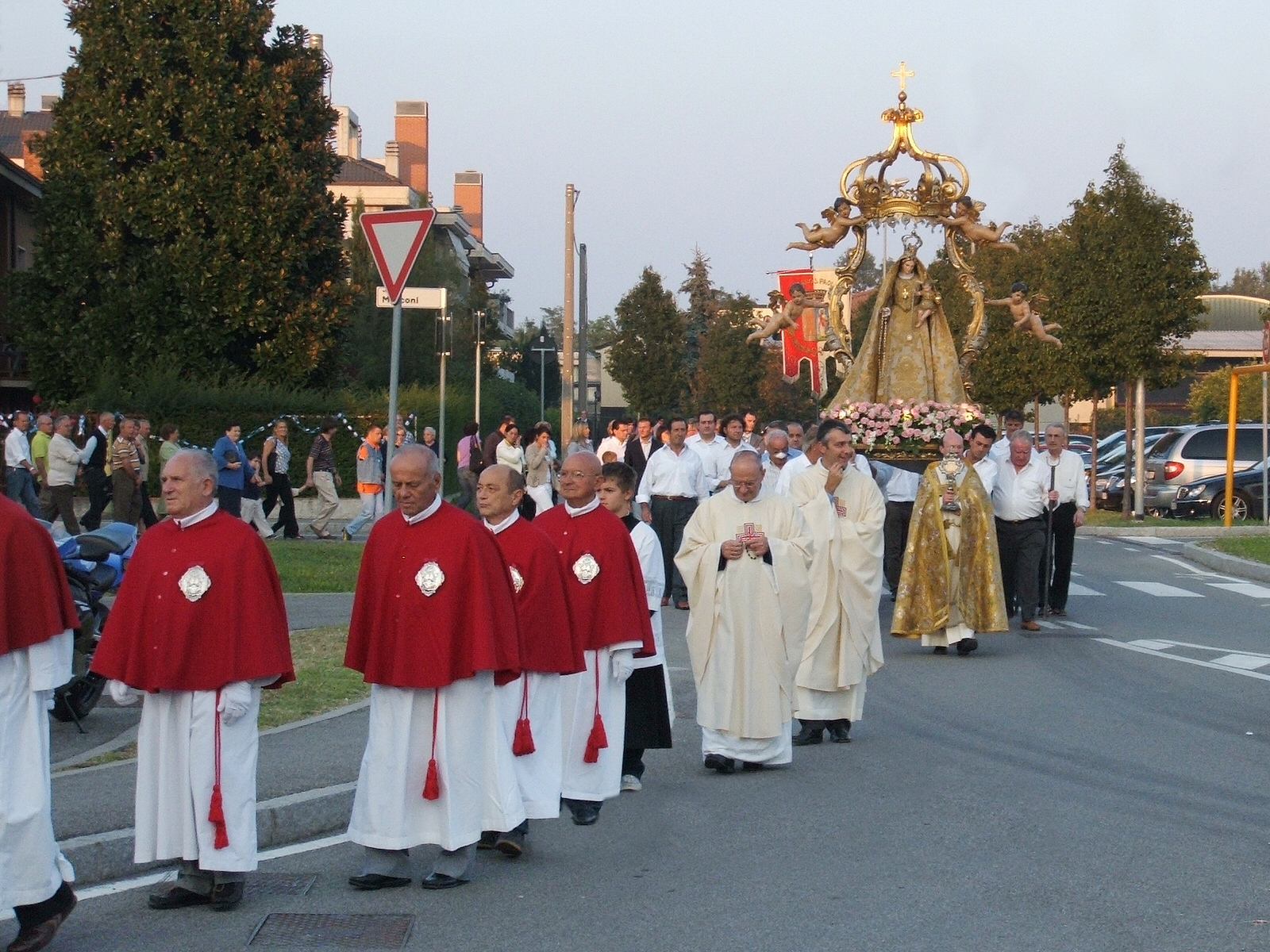
Festa della Madonna del Rosario processione in ottobre a Bergamo

Santa Caterina da Siena, diede vita all'uso di dedicare il sabato a Maria. Il mese di ottobre venne stabilito come il "mese del Rosario" da Papa Leone XIII, che raccomandava la devozione del Rosario giornaliero in ottobre.
Nel mese di maggio, in molte regioni cattoliche, hanno luogo le devozioni alla Beata Vergina Maria; queste possono includere il canto di inni mariani, l'incoronazione di statue con ghirlande di fiori, letture dalle Sacre scritture, un sermone, e/o una presentazione da parte di un coro locale. Il mese è anche associato alla riflessione sul ruolo della Vergine Maria come discepola ideale che emana la luce sul modo di vivere cristiano, e il teologo Karl Rahner affermava: "Quando siamo coinvolti nelle devozioni mariane di maggio, siamo impegnati in una comprensione cristiana della situazione umana."

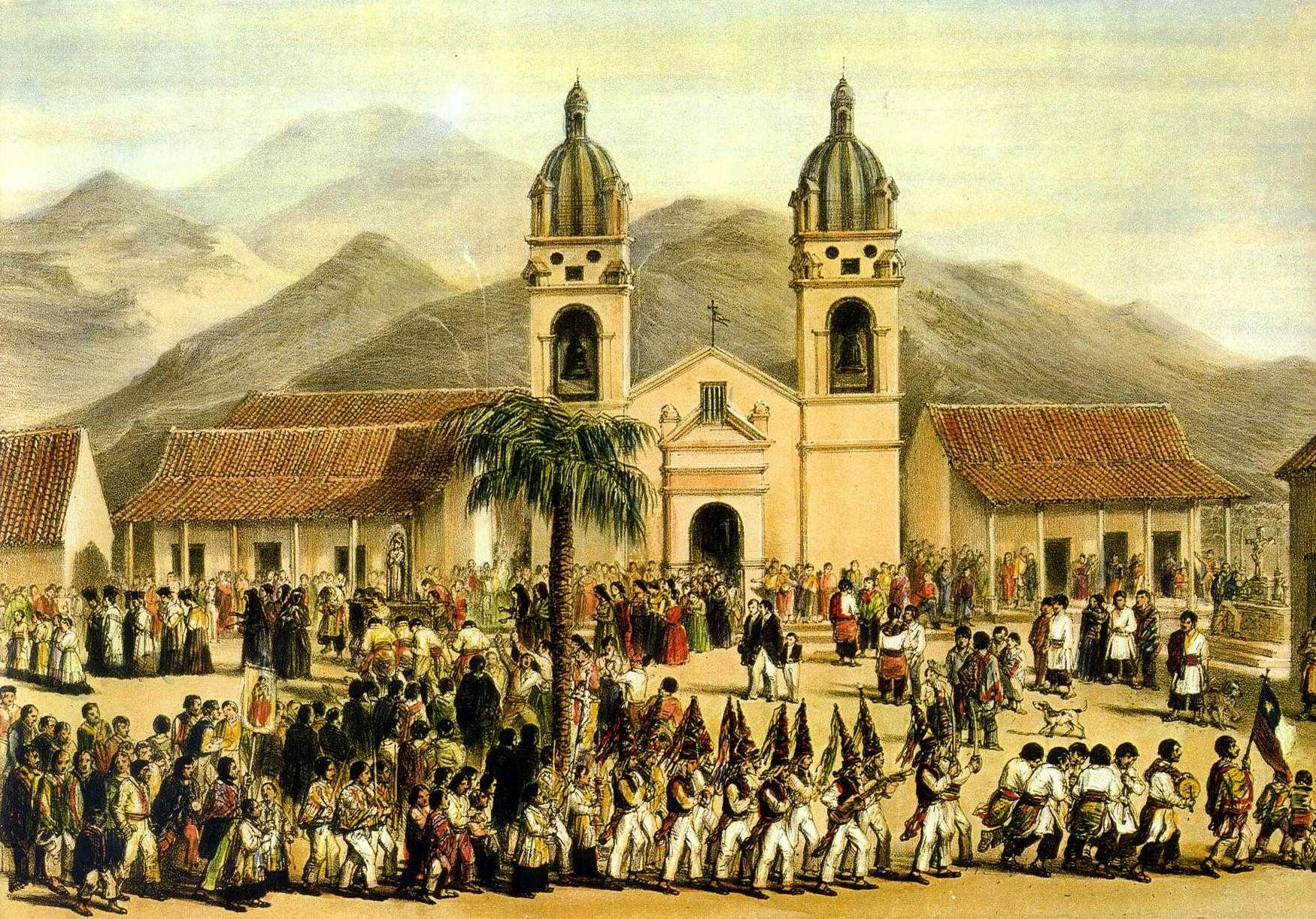
Festa della Madonna di Andacollo, processione in Cile, 1838

La Chiesa cattolica celebra quattro solennità mariane che sono anche feste di precetto in molti paesi durante l'anno liturgico:
- 1 gennaio Maria Madre di Dio
- 15 agosto Assunzione di Maria
- 8 dicembre Immacolata Concezione
- 25 marzo Annunciazione del Signore

Fra le altre principali festività mariane e commemorazioni nel Calendario romano generale della Chiesa cattolica ci sono:
- 20 gennaio Madonna del Miracolo
- 2 febbraio Purificazione di Maria
- 11 febbraio Madonna di Lourdes
- 26 aprile Madonna del Buon Consiglio
- 8 maggio Madonna di Pompei
- 13 maggio Madonna di Fátima
- 24 maggio Maria Ausiliatrice
- 31 maggio Visitazione della Beata Vergine Maria
- Maria Madre della Chiesa (lunedì dopo Pentecoste)[75]
- Cuore Immacolato di Maria (sabato che segue il Sacro Cuore di Gesù)
- 16 luglio Beata Vergine Maria del monte Carmelo
- 5 agosto Dedicazione della Basilica di Santa Maria Maggiore o Madonna della Neve
- 22 agosto Maria Regina
- 26 agosto Madonna di Czestochowa

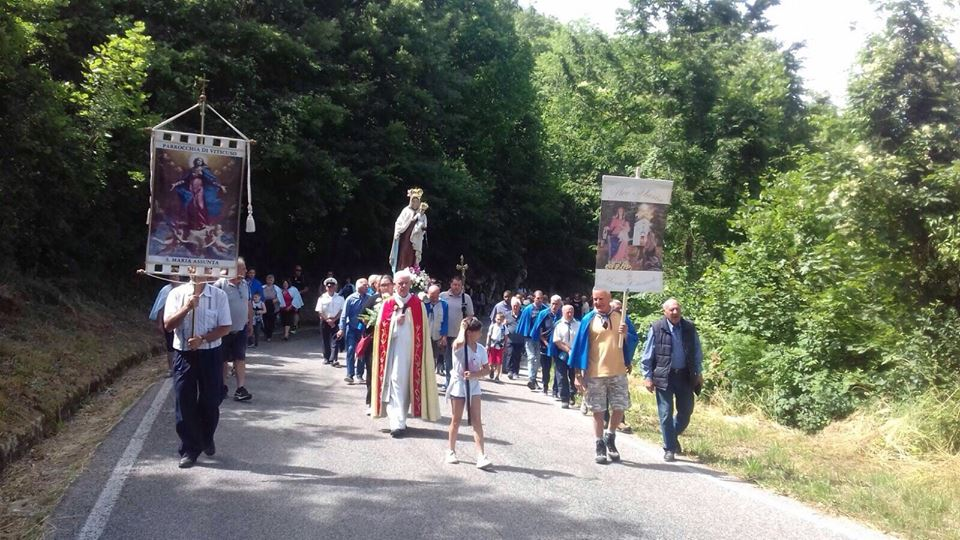
Beata Vergine Maria del Monte Carmelo, festeggiamenti in Acquafondata (Frosinone)

- 8 settembre Natività della Beata Vergine Maria
- 12 settembre Nome di Maria
- 15 settembre Beata Vergine Maria Addolorata
- 19 settembre Madonna di La Salette
- 7 ottobre Beata Vergine Maria del Rosario
- 21 novembre Presentazione di Maria al Tempio
- 27 novembre Madonna della Medaglia Miracolosa
- 10 dicembre Madonna di Loreto
- 12 dicembre Madonna di Guadalupe

Numerose altre festività, anche assai diffuse, sono nate a livello locale e si ritrovano nei calendari liturgici delle diocesi oppure la loro ricorrenza annuale varia in base al luogo.

## Titoli

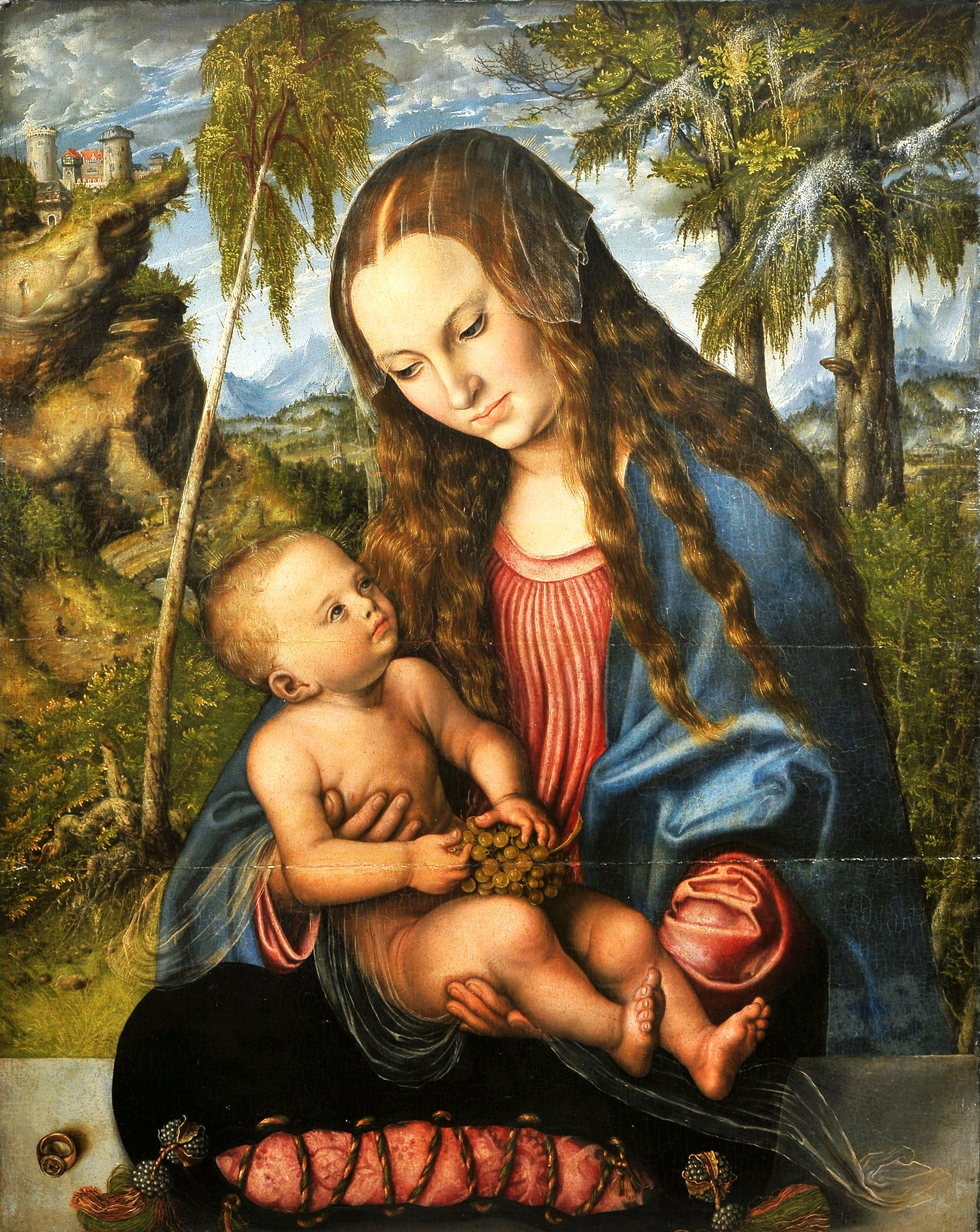
La Beata Vergine Maria rappresentata come madre, con il Bambino Gesù. Museo arcidiocesano, Breslavia.

Un grande numero di titoli per onorare Maria, o chiedere la sua intercessione, vengono usati dai cattolici. Mentre Mater Dei (i.e. "Madre di Dio" come confermato dal Primo concilio di Efeso, 431) è comune in latino, molti altri titoli sono stati usati dai cattolici- più di ogni altra confessione cristiana.
I titoli usati per riferirsi alla Vergine Maria attraverso la storia, a volte riflettono gli atteggiamenti mutevoli verso di lei. Signora, Regina e Stella Maris (stella del mare) sono alcuni dei primi titoli di Maria, dei quali Regina è il più antico. Signora e Stella Maris si trovano in San Girolamo che forse diede origine all'etimologia di Maria come Stella Maris nel V secolo.
Mentre la prima enfasi in Stella Maris era su Maria come la Stella che diede alla luce Gesù, dal IX secolo l'attenzione si era focalizzata su Maria, come indicato nell'inno Ave Maris Stella. Dall'XI secolo, Maria stessa era emersa come la stella che agiva come una luce guida. Dal XIII secolo, allorché la mariologia si stava incrementando, Sant'Antonio di Padova aveva composto Maria Nostra Regina. I titolo continuano ad essere interpretati, per esempio Regina dei cieli fu ulteriormente eleborato nel 1954 nell'enciclica papale Ad Caeli Reginam da papa Pio XII.
Fra i più importanti titoli mariani ci sono:
- Madre di Dio
- Maria, l'Immacolata Concezione
- Maria, Regina del Cielo
- Regina degli angeli
- Regina della Pace
- Maria Stella del mare (Stella Maris)
- Maria Addolorata
- avvocata, ausiliatrice, soccorritrice, mediatrice[82] di ogni grazia divina.

Numerosi altri titoli, anche assai diffusi, sono nati dalla devozione popolare; altri ancora si ritrovano nelle litanie lauretane.

## Devozione
Il termine "devozione" si riferisce comunemente a quelle pratiche esteriori di pietà per mezzo delle quali trova espressione la fede di un individuo. Tali preghiere, o atti, possono essere accompagnati da specifiche richieste per l'intercessione di Maria presso Dio. La devozione alla Vergine, comunque, non corrisponde all'adorazione, che è riservata a Dio.
Un'ampia varietà di devozioni mariane sono seguite dai cattolici, dalle recite del semplice Rosario alle novene ufficializzate di più giorni, alle attività che non comprendono alcuna preghiera, come l'indossare lo scapolare o tenere un giardino sacro a Maria. Due devozioni mariane ben conosciute sono la recita del Rosario e portare lo scapolare marrone (del Carmelo); a seguito del loro congiunto incremento nei secoli XVIII e XIX, dai primi anni del XX secolo il Rosario e lo scapolare devozionale avevano avuto un tale forte seguito fra i cattolici nel mondo che la Catholic Encyclopedia del 1914 affermava: "Come il Rosario, lo scapolare marrone è diventato il distintivo del cattolico devoto." Nella sua enciclica Rosarium Virginis Mariae Papa Giovanni Paolo II enfatizzava l'importanza del Rosario. La base della devozione scapolare della Mariologia è effettivamente la stessa della consacrazione mariana, come discussa nella costituzione dogmatica Lumen Gentium del Concilio Vaticano II, cioè il ruolo della Vergine Maria come "la madre per noi nell'ordine della grazia" che le permette di intercedere per "il dono dell'eterna salvezza". Lo stesso decreto del Concilio chiarisce che i diversi modi con cui Maria può incoraggiarci e assisterci "né tolgono né aggiungono qualcosa alla dignità ed efficacia di Cristo, il solo Mediatore."
La tradizione cattolica include specifiche preghiere e devozioni come gli Atti di Riparazione alla Vergine Maria per le offese che ella patisce. La raccolta di preghiere cattoliche (approvata da un Decreto del 1854, e pubblicata dalla Santa Sede nel 1898) include un gran numero di queste preghiere; esse non comportano una richiesta per un beneficiario in vita o defunto, ma mirano agli Atti in Riparazione degli altri contro la Vergine Maria.

## Giudizio sulle apparizioni mariane
Molte Apparizioni mariane sono state riportate da fedeli, compresa la Madonna di Lourdes, Madonna di Guadalupe, e la Madonna di Fátima. In alcuni casi, per esempio san Pio da Pietrelcina o Maria Pierina De Micheli, queste hanno compreso la visione di Gesù e Maria, e a volte includono un elemento parlato.
La posizione ufficiale della Santa Sede è che mentre il Santo Uffizio ha approvato alcune apparizioni di Maria, ai cattolici non è richiesto liberamente di crederci. Comunque, molti cattolici credono nelle apparizioni mariane. Ciò ha coinvolto papi, soprattutto quattro di essi, cioè Pio XII, Giovanni XXIII, Paolo VI e Giovanni Paolo II hanno ritenuto come soprannaturali i messaggi della Madonna di Fatima.Giovanni Paolo II era particolarmente legato a Fatima e attribuì alla Madonna di Fatima il fatto di avergli salvato la vita dopo l'attentato in Piazza San Pietro il 13 maggio 1981.
Egli donò il proiettile che lo ferì quel giorno al santuario cattolico di Fátima in Portogallo.
Come modello storico, l'approvazione del Vaticano sembra avere seguìto un'accettazione generale di una visione per più di un secolo in alcuni casi. Secondo Padre Salvatore M. Perrella dell'istituto pontificio mariano di Roma, sulle 295 apparizioni riportate esaminate dalla Santa Sede attraverso i secoli, solo 12 sono state approvate, l'ultima in ordine temporale è del maggio 2008.